# Sport i Georgien

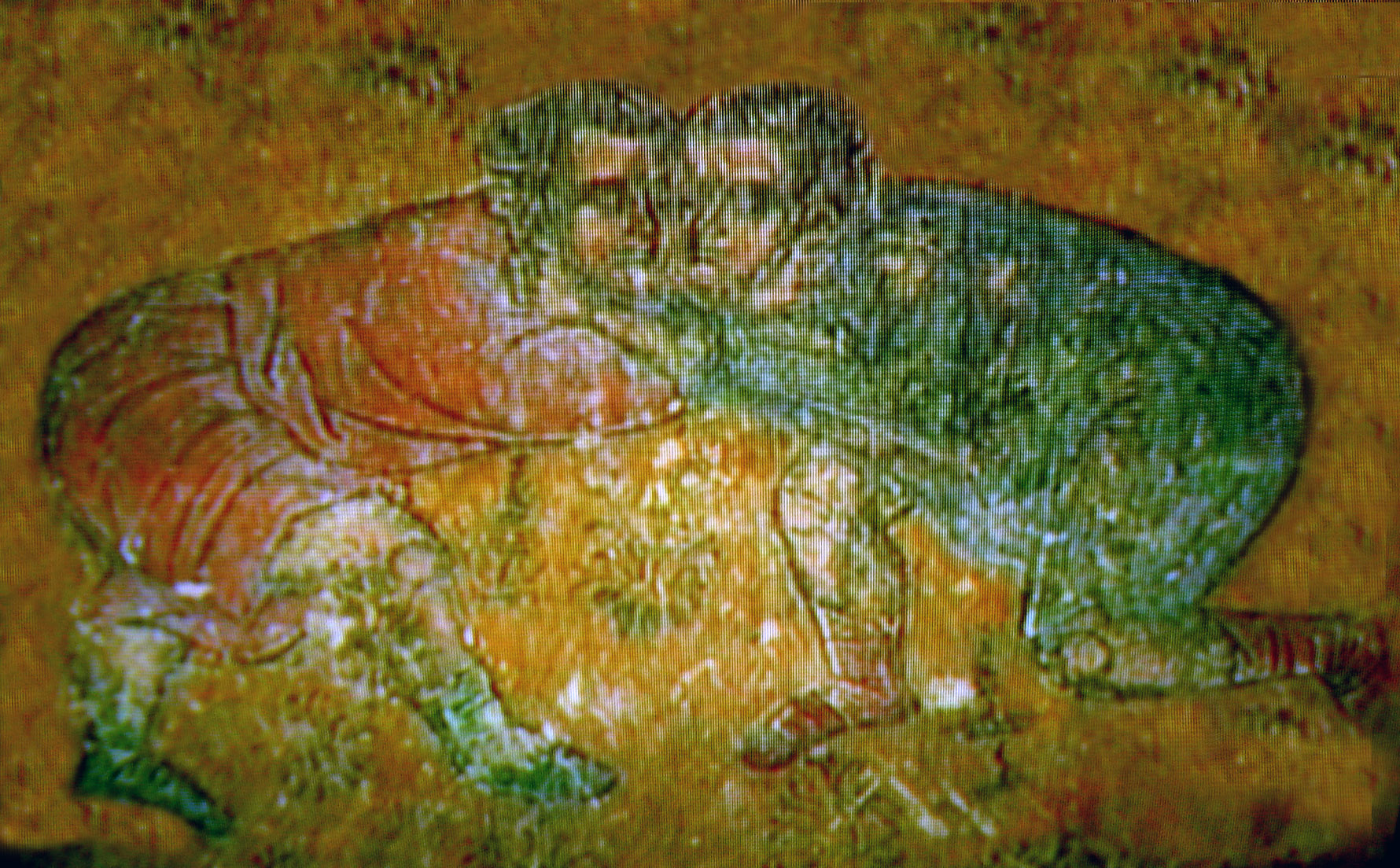
Forntida georgisk konst som skildrar brottning.

Sporten i Georgien har varit historiskt känd för sin fysiska utbildning, till exempel så var romarna fascinerade av georgiernas fysiska egenskaper efter att ha sett de gamla iberiska utbildningsteknikerna.
Bland de mest populära sporterna i Georgien finns fotboll, basket, rugby union, brottning och tyngdlyftning. Andra kända sporter i Georgien under 1800-talet var hästpolo och lelo, ett traditionellt georgiskt spel som senare ersattes med rugby. 

## Fotboll
Fotbollen i Georgien styrs av den Georgiska fotbollsfederationen, det finns tre olika ligor: Umaghlesi Liga (högsta ligan), Pirveli Liga (1:a divisionen) och Meore Liga (2:a divisionen).

## Brottning
Brottning är fortfarande en historiskt viktig sport i Georgien och vissa historiker anser att den grekisk-romerska stilen av brottning innehåller många georgiska inslag.Den mest populära stilen i georgisk brottning är den Kakhetianska stilen.

## Rugby Union
Rugby union är den näst populäraste sporten i Georgien efter fotboll.

## Lelo burti
Lelo eller lelo burti (betyder bokstavligen "fältboll" på georgiska) är en georgisk folkidrott och ett bollspel med fullkontakt som är mycket likt rugby.

## Vintersport
Nodar Kumaritasjvili (georgiska: ნოდარ ქუმარიტაშვილი, född 25 november 1988 och död 12 februari 2010) dog i en dödlig krasch under ett träningsåk i Olympiska vinterspelen 2010 i Vancouver, Kanada. Han var den fjärde idrottaren som dött under vinter-OS och den första på 18 år. Invigningen av spelen senare på dagen leddes av Internationella olympiska kommitténs ordförande Jacques Rogge och ägnades åt 21-åringen.